# Atichai Phoemsap
Atichai Phoemsap (n. 19 martie 2000) este un boxer ce a reprezentat Thailanda. A participat la Jocurile Olimpice de Tineret din 2018 în care a câștigat o medalie de aur.

## Participări
Lista de mai jos prezintă principalele competiții la care a participat Atichai Phoemsap de-a lungul carierei.
- Juegos Olímpicos de la Juventud de Buenos Aires 2018[*][1]